# Love (film, 2015)
Pour les articles homonymes, voir Love.
Pour plus de détails, voir Fiche technique et Distribution.
Love est un drame érotique français écrit et réalisé par Gaspar Noé, sorti en 2015. 
Il a été sélectionné pour les séances de minuit du Festival de Cannes 2015.

## Synopsis
Murphy est étudiant en école de cinéma. Il est depuis deux ans avec sa petite amie Electra, quand ils invitent une très jeune voisine, Omi, à partager leurs jeux sexuels. Mais en l'absence d'Electra, Murphy a de nouveau un rapport avec Omi, et celle-ci (qui est contre l'avortement) apprend peu après qu'elle est enceinte. Cette grossesse non désirée met fin à la relation entre Murphy et Electra. 
Un matin de 1er janvier, la mère d'Electra, Nora, appelle Murphy pour lui demander s'il a des nouvelles de la jeune femme, parce qu'elle n'en a pas depuis plusieurs mois, et commence à être sérieusement inquiète, compte tenu des tendances suicidaires de sa fille. Durant le reste de cette journée, Murphy se rappelle (sous forme de flashbacks disjoints, non linéaires) sa relation passée avec Electra, abondant en drogues, sexe torride et moments de tendresse.

## Fiche technique
- Titre original et francophone : Love
- Réalisation et scénario : Gaspar Noé
- Photographie : Benoît Debie
- Son : Ken Yasumoto
- Montage : Denis Bedlow
- Décors : Samantha Benne
- Costumes : Emmanuelle Pastre
- Stéréographes : Patrice Abaul, Thierry Pouffary
- Producteurs : Gaspar Noé, Rodrigo Teixeira, Edouard Weil
- Producteurs exécutifs : Sophie Mas, Lourenço Sant'Anna
- Sociétés de production : Les Cinémas de la Zone, La Petite Reine, Rectangle Pictures et RT Features
- Société de distribution : Wild Bunch
- Langue originale : anglais
- Format : Cinémascope, 3D-relief uniquement[1]
- Genre : mélodrame, érotique
- Durée : 134 minutes
- Budget : 2 millions d'euros[2]
- Dates de sortie : 
  - France : 20 mai 2015 (Festival de Cannes 2015, séance de minuit) ; 15 juillet 2015 (sortie nationale)
  - Suisse : 6 juillet 2015 (Festival international du film fantastique de Neuchâtel 2015)
- Classification :
  - France : interdit aux moins de 18 ans

## Distribution
- Karl Glusman (VF : Sandor Funtek) : Murphy
- Aomi Muyock (VF : elle-même) : Electra
- Klara Kristin (VF : Chloé Stefani) : Omi
- Juan Saavedra (VF : lui-même) : Julio
- Gaspar Noé (VF : lui-même)  : Noé / Aron Page
- Isabelle Nicou (VF : elle-même) : Nora
- Vincent Maraval (VF : lui-même) : lieutenant Castel
- Déborah Révy (VF : elle-même) : Paula
- Stella Rocha (VF : elle-même) : Mami
- Xamira Zuloaga : Lucile
- Ugo Fox : Gaspar (le bébé)
- Benoît Debie : le chaman

Source et légende : version française (VF) sur le site d’AlterEgo

## Production
Le film est annoncé par Wild Bunch début mai 2014.

## Musique
Sauf indication contraire ou complémentaire, les informations mentionnées dans cette section proviennent du générique de fin de l'œuvre audiovisuelle présentée ici.
Le réalisateur rend hommage à John Carpenter, notamment en citant le thème musical du film Assault on Precinct 13 dans la scène du club.
- Erik Satie - Gnossiennes N°3 (Interprété par Michel Plasson - Orchestre du Capitole de Toulouse)
- Goblin - School at Night
- Erik Satie - Gymnopédies N°2 Lent et triste (Interprété par Aldo Ciccolini)
- Koudlam - Transperu
- Koudlam - Grand Midi
- Erik Satie - Gnossiennes N°3 (Interprété par Michel Deneuve)
- Salem - King Night
- Thomas Bangalter - First Point
- Bobby Beausoleil - Lucifer Rising 2
- Pink Floyd - Is There Anybody out There?
- Funkadelic - Maggot Brain
- Balla et ses baladins - Paulette
- John Frusciante - Before The Beginning
- Bach - Aria - Goldberg Variations (Interprété par Glenn Gould)
- Brian Eno - Always Returning
- Death in Vegas - Dirge
- Coil - Theme from Blue I
- Koudlam - Nostalgia
- SebastiAn - Wars
- Mirwais - Disco Science
- John Carpenter, Cody Carpenter et Daniel Davies - Night
- John Frusciante - Murderers
- Steve Gray - Passing Times
- John Carpenter - Assault on Precinct 13
- Erik Satie - Gymnopédies N°1 Lent et douloureux (Interprété par Aldo Ciccolini)
- Master Wilburn Burchette - Invocation of The Horned One
- Master Wilburn Burchette - Witch’s Will

## Accueil
La critique est généralement sévère vis-à-vis du film. Pour L'Obs, le film est « raté ». Le Monde dénonce « la faiblesse insigne du scénario et de l’interprétation ». Les Inrockuptibles ironise sur « un jeu d’acteur à la Hélène et les Garçons ». Plus indulgent, le magazine Marie Claire note des qualités formelles réelles « qui en font un objet unique dans l'histoire du cinéma français » notamment dans les scènes de sexe, mais « plus empesé et répétitif » pour la partie mélodramatique.
Le personnage d'Aron Pages n'est autre que Gaspar Noé affublé d'une perruque. Dans une interview accordée à FilmoTV, il explique que face à l'impossibilité de trouver le bon acteur pour interpréter le personnage du galeriste, Gaspar Noé a eu l'idée de jouer le rôle de Noé lui-même, bien que le personnage porte son nom. Dans le générique du film, son rôle est crédité au nom d'Aron Pages, qui n'est rien d'autre qu'une anagramme de Gaspar Noé. En revanche, c'est le nom de Jean Couteau qui apparaît dans le dossier de presse du film.

## Polémique

### Classification
Aux alentours du 20 juin 2015, le film est une première fois évalué par la Commission de classification des œuvres cinématographiques et obtient une interdiction aux moins de seize ans avec avertissement. Le 26 juin 2015, la ministre de la Culture Fleur Pellerin réclame un second visionnage pour que la classification soit réévaluée à la hausse. Le producteur et distributeur de film, Vincent Maraval, craint que cette demande soit faite par peur qu'une plainte soit déposée par l'association Promouvoir, déjà responsable de la suppression du visa d'exploitation de Saw 3D et fortement impliquée dans la polémique suscitée par Baise-moi. En soutien à sa réclamation, la Société civile des auteurs, réalisateurs et producteurs (ARP) ainsi que la Ligue des droits de l'homme et du citoyen (LDH) signent plusieurs communiqués de presse,. En juillet 2015, Love obtient finalement son visa d'exploitation et la commission attribue une nouvelle fois une interdiction aux moins de seize ans avec avertissement. 
Quelques jours seulement après la sortie française du film, un référé est déposé par Promouvoir, demandant une interdiction plus sévère, à savoir une interdiction aux moins de 18 ans. L'association obtient son interdiction aux moins de 18 ans devant le tribunal administratif de Paris. Même si l'ordonnance montre que la LDH a défendu le film, l'État est condamné à verser 1 000 euros à Promouvoir en vertu de l'article L.761-1 du code de justice administrative.
Le ministère de la Culture a déposé un recours auprès du Conseil d'État contre cette décision. À la suite de l'audience publique qui s'est tenue le 14 septembre 2015, le verdict rendu le 30 septembre 2015 confirme la décision du tribunal administratif de Paris. Le film Love est finalement interdit aux moins de 18 ans, sans toutefois être classé X.